# Килик из Беотии

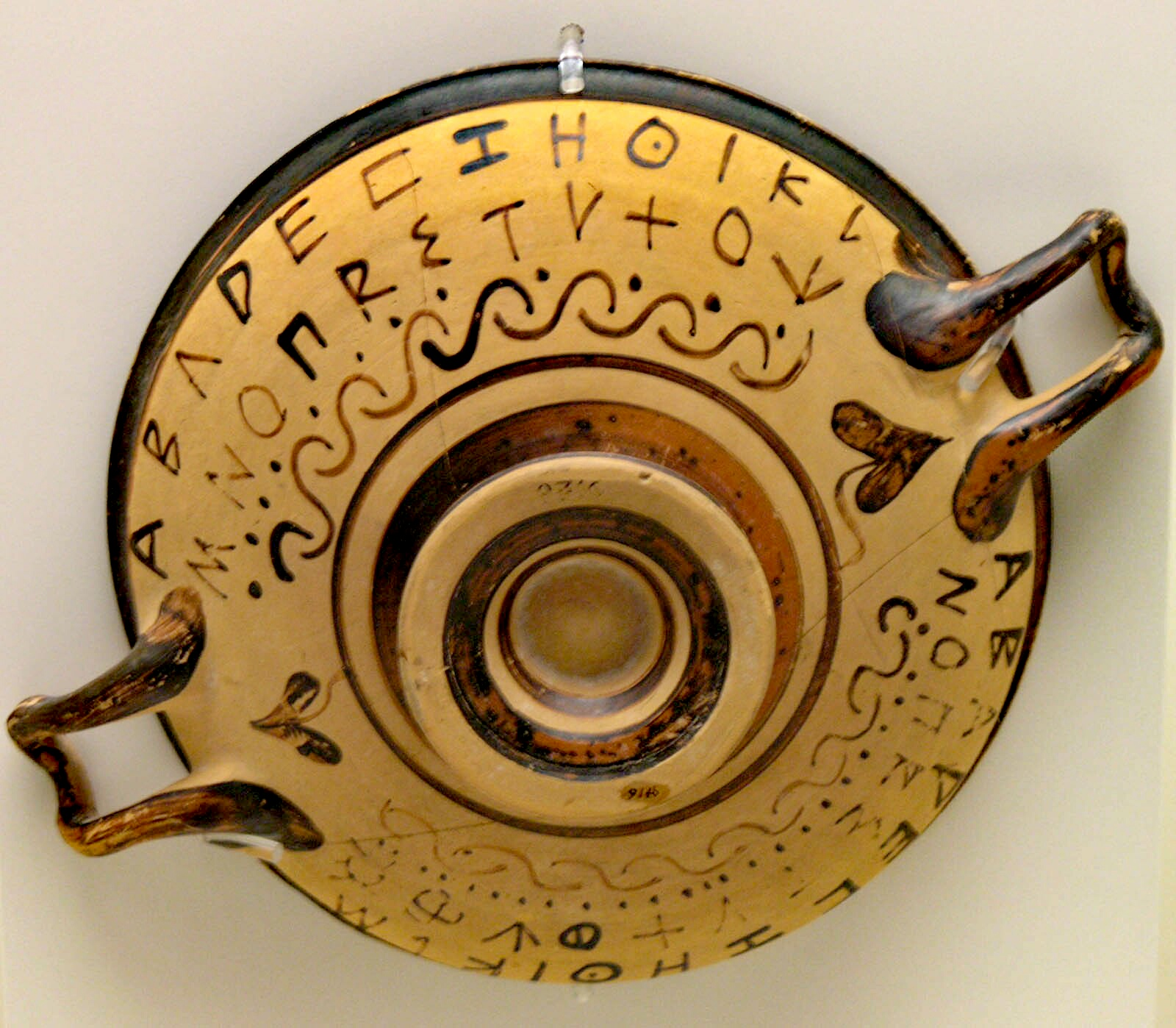
Нижняя сторона килика

Килик из Беотии (LSAG 95.20) — древнегреческий артефакт V века до н. э., чернофигурный килик с двумя нанесёнными на его нижнюю часть древнегреческими алфавитами. Находится в Национальном археологическом музее в Афинах.

## Описание
Килик датируется примерно 420 годом до н. э.; он идентифицирован как происходящий из Беотии, но точное место обнаружения неизвестно. Представляет собой двуручный сосуд на низкой ножке, не имеет значительных повреждений. Общая высота килика — 10 см, диаметр в верхней его части — 24 см; высота ножки — 2 см, а её диаметр — 8,5 см. 

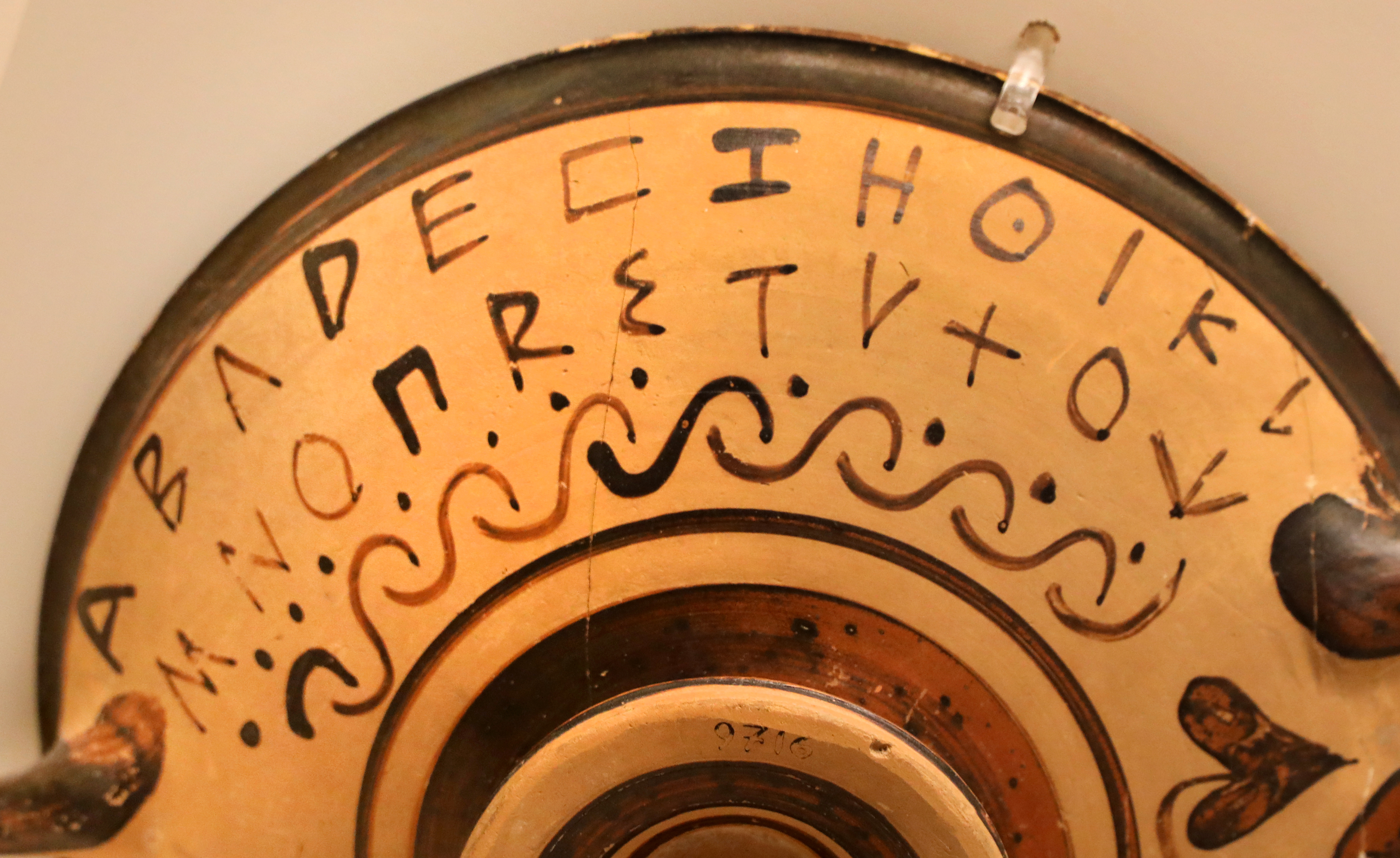
Короткий алфавит крупным планом

Внутренняя часть сосуда, его край, а также внешние стороны обеих ручек покрыты чёрно-коричневым лаком. На внутреннюю часть ножки нанесены два концентрических кольца, опорная поверхность ножки и её центр не имеют покрытия. Остальная поверхность ножки и нижняя часть чаши покрыты лаком, за исключением места крепления; далее от центра расположена полоса голой глины шириной 8 мм, затем — лаковое кольцо, имеющее ширину 3,5 мм. От этого кольца под каждой из ручек исходит по одному листу плюща. Далее с каждой из двух сторон изображены переплетённые линии, над которыми поставлены точки. Остальную нелакированную поверхность занимают два алфавита, начертанные с противоположных сторон. Каждый алфавит разбит на две строки; первый состоит из 23 букв (12 в первой строке и 11 во второй), а второй — из 25 (13 в первой строке и 12 во второй). Лилиан Джеффери, а вслед за ней и Уильям Уэст читают их следующим образом:
- α β γ δ ε ϝ ζ ͱ θ ι κ λ μ ²ν ο π ρ σ τ υ ξ φ χ ψ̣ ω̣
- α β γ δ ε ϝ ζ ͱ θ ι κ λ ²μ ν ο π ρ σ τ υ ξ φ̣ χ[3][4].

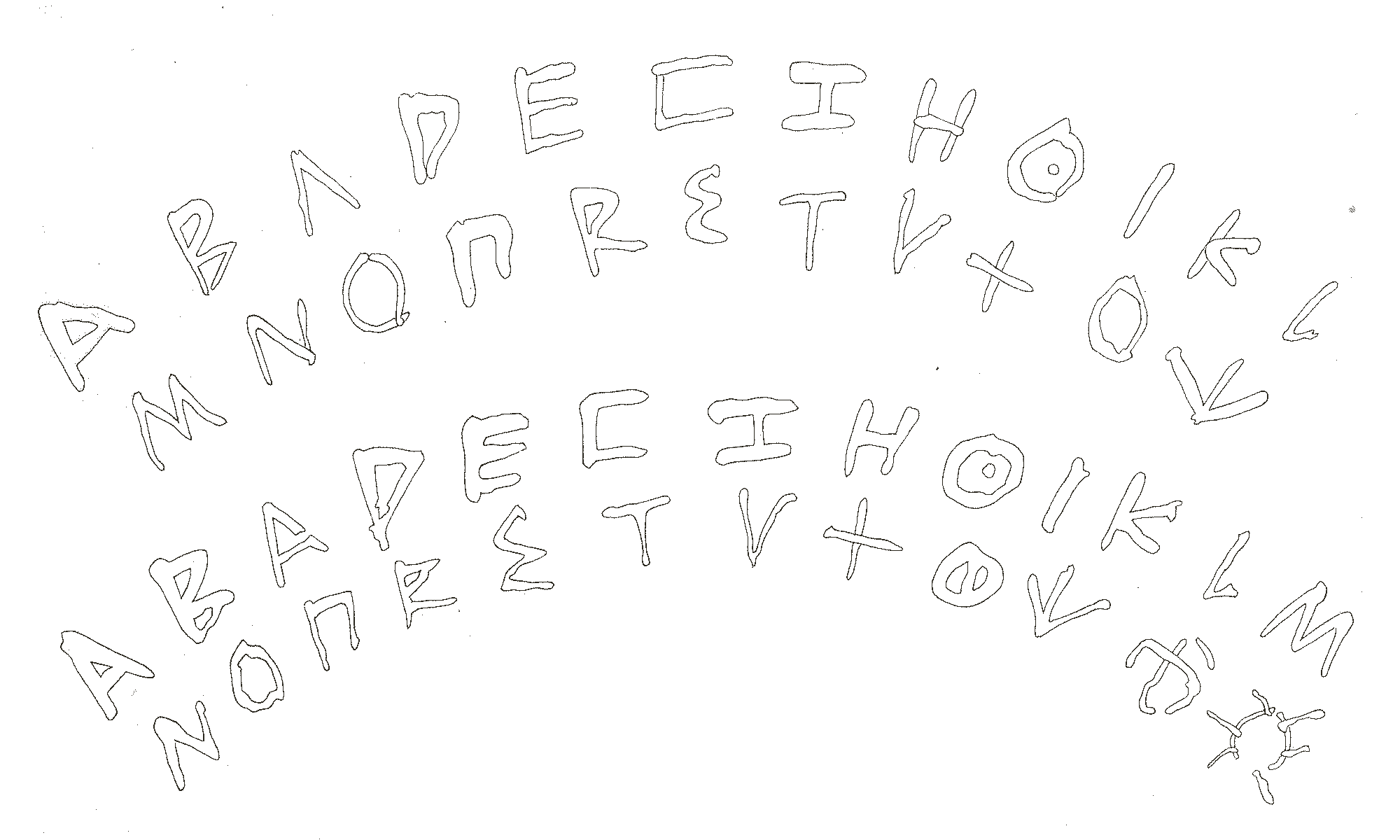
Прорисовка обоих алфавитов: короткого (сверху) и длинного (снизу)

В длинном алфавите угловатая форма β прорисована тщательнее, а γ имеет лишнюю перекладину; вертикальный штрих δ продолжается вниз, за точку пересечения с наклонным штрихом; у ρ два наклонных штриха не встречаются в общем узле. В более коротком алфавите две половинки буквы φ нарисованы отдельными штрихами (подобно δ), при этом вертикальная линия отсутствует. Группа букв  (ξ φ χ) в конце алфавита указывает на то, что он относится к западногреческой группе («красный» тип по классификации Иоганна Кирхгофа). В пределах этой группы дополнительное уточнение дают формы букв γ () и λ (), которые были обыкновенны для Беотии и смежной с ней Локриды. Для этого региона также были свойственны формы δ, ρ и υ, встречаемые на килике (, , ); уместно провести аналогии между данной надписью и надписями в храме кабиров в Фивах.
Алфавиты, начертанные на килике, идентичны по форме и порядку букв; единственное отличие — в конце одного из них стоят два дополнительных знака, отсутствующих в другом. Хотя эти два знака являются гапаксами, высказывалось предположение, что они представляют собой пси и омегу, так как они находятся на соответствующих позициях в алфавите, и, кроме того, последний знак внешне похож на омегу. Такого мнения придерживались Калинка и, вслед за ним, Воттеро; последний также полагал, что наличие этих букв — следствие влияния ионийского алфавита в Беотии. Однако, остальная часть алфавита с этим не согласуется: единственный знак, который может соответствовать кси — это , и соответственно,  должен передавать хи, что свойственно алфавитам «красного» типа (которому более краткий алфавит килика соответствует полностью). Наталия Эльвира Асторека предполагает, что эти два дополнительных знака служат лишь для того, чтобы заполнить пустое место на вазе, то есть являются результатом horror vacui; в подтверждение этого она отмечает, что короткий алфавит полностью заполняет всё доступное место, в то время как после второго осталось бы пустота, будь он такой же длины. Она допускает, что последний знак был вдохновлён ионийской омегой, но это свидетельствует не более чем о знакомстве создателя надписи с ионийским алфавитом; использование ионийского алфавита в местном письме и его внедрение в абецедарии из этого никак не следует.